# 斑副花鮨
斑副花鮨，為輻鰭魚綱鱸形目鱸亞目鮨科的其中一種，分布於東大西洋區，的阿森松岛、聖多美及普林西比；西大西洋區，從美國佛羅里達州、百慕達群島至墨西哥灣海域，棲息深度8-100公尺，體長可達30公分，生活在珊瑚礁、岩礁區，為底棲性魚類，屬肉食性，以浮游生物為食，可做為食用魚及觀賞魚。